# 杜罗河畔莫利诺斯
杜罗河畔莫利诺斯（西班牙語：Molinos de Duero）是西班牙卡斯蒂利亚-莱昂索里亚省的一个市镇。总面积27平方公里，总人口180人（2001年），人口密度7人/平方公里。